# بيفرلي لويس
بيفرلي لويس (بالإنجليزية: Beverly Lewis)‏ (17 أبريل 1949، لانكستر في الولايات المتحدة)؛ كاتبة للأطفال، كاتِبة وروائية أمريكية.